# Muž na střeše
Muž na střeše (švédsky Mannen på taket, anglicky The Man on the Roof) je švédský policejní krimi-thriller z roku 1976, natočený podle knižní předlohy Säffleská bestie autorské dvojice Maj Sjöwallová a Per Wahlöö. Kniha vyšla ve Švédsku poprvé v roce 1971 (česky 1978) jako sedmý díl knižní série 10 románů o zločinu, která autorům zajistila celosvětovou proslulost. Režisérem filmu je Bo Widerberg, který napsal také scénář a podílel se rovněž na střihu filmu (společně se Sylvií Ingemarsson).
Film měl velký ohlas u švédské i zahraniční kritiky, stejně tak si získal diváky ve Švédsku (kde se stal nejnavštěvovanějším filmem bez ohledu na žánr) a mnoha zemích, promítal se rovněž v Československu. V roce 1977 film dvakrát získal nejprestižnější švédské filmové ocenění Zlatohlávek (švédsky Guldbagge), a to v kategoriích nejlepší film a nejlepší herec (Håkan Serner).
V lednu 2024 je film znovu uváděn v rámci festivalu skandinávských filmů Scandi 2024, kde kromě premiérových snímků budou uvedena také díla filmové klasiky. Vedle filmu Muž na střeše je v tomto ročníku uváděn mimo jiné také žánrově zcela odlišný, ale rovněž oceňovaný film Bo Widerberga, romantické drama z roku 1967 Elvíra Madiganová, natočené podle skutečných osudů dánské cirkusové umělkyně. V rámci tohoto festivalu mohou diváci oba filmy vidět ve vybraných kinech v České republice, na Slovensku, a také online.

## Obsazení
Hlavní a vybrané vedlejší role:
| Carl-Gustaf Lindstedt | komisař Martin Beck, šéf stockholmského oddělení vražd                    |
| Sven Wollter          | Lennart Kollberg, kriminalista Beckova týmu, nejbližší Beckův přítel      |
| Thomas Hellberg       | Gunwald Larsson, kriminalista Beckova týmu                                |
| Håkan Serner          | Einar Rönn, kriminalista Beckova týmu, za roli získal ocenění Zlatohlávek |
| Folke Hjort           | Fredrik Melander, kriminalista Beckova týmu mající fenomenální paměť      |
| Ingvar Hirdwall       | Åke Eriksson, „muž na střeše“                                             |
| Hadar Johansson       | Stig Nyman, zavražděný policejní komisař                                  |
| Birgitta Valbergová   | paní Nymanová                                                             |
| Harald Hamrell        | Stefan Nyman, syn Stiga Nymana                                            |
| Gunnel Wadnerová      | paní Becková                                                              |
| Nina Widerbergová     | dcera Martina Becka                                                       |
| Torgny Anderberg      | nekompetentní policejní ředitel Stig Åke Malm                             |
| Carl-Axel Heiknert    | (Palmon) Harald Hult, policista, přítel Nymana                            |
| Gus Dahlström         | Erikssonův otec                                                           |
| Bellan Roosová        | Erikssonova matka                                                         |
| Eva Remaeusová        | Gun Kollbergová, manželka Lennarta Kolberga                               |
| Johan Widerberg       | Johan, Kollbergův malý syn                                                |
| Hans Sandquist        | Bolin                                                                     |
| Bo Widerberg          | epizodní role muže v červené košili na náměstí Odenplan                   |

## Děj
Stig Nyman, policejní komisař a dlouholetý šéf oddělení policie jedné stockholmské čtvrti, je brutálně zavražděn ve stockholmské nemocnici, kde se léčil ze závažného onemocnění. Vyšetřování vede zkušený šéf stockholmské kriminálky Martin Beck a člen jeho týmu Einar Rönn. Poměrně brzy zjistí, že zavražděný muž byl i mezi kolegy známý tím, že zneužíval svých policejních pravomocí, právo si vykládal po svém a mnohdy bezdůvodně šikanoval až týral různé civilisty, zejména pokud se neshodovali s jeho podivnou představou „správného a spořádaného Švéda“. Přestože mnozí kolegové Nymana neměli rádi a o jeho chování věděli, různé oprávněné stížnosti postižených občanů byli vždy zameteny pod koberec, protože ho podpořili loajální podřízení kolegové, kteří ho považovali za „důrazného a správného strážce pořádku“.
Ukazuje se, že lidí, kterým za dlouhá léta velmi ublížil, je mnoho. Vyšetřování pokračuje a Beck a jeho tým nakonec najdou stopu, která vede k bývalému policistu Erikssonovi. Jeho manželka Marja měla těžkou cukrovku a když si šla koupit inzulín, Nyman ji našel v důsledku diabetu v bezvědomí na ulici. Místo toho, aby jí přivolal záchranku, nechal ji zatknout za domnělé opilství na veřejnosti a umístit do cely předběžného zadržení. Zde upadla do kómatu a zemřela. Eriksson z této tragédie neúspěšné obvinil policii, ale dosáhl jen toho, že sám byl propuštěn. Zdrcen zbytečnou smrtí milované ženy se několik let staral o jejich dceru Malin, ale nyní přišel také o další zaměstnání a úřady se snaží odebrat mu dceru Malin z péče.
Beck a jeho tým také zjistí, že Eriksson byl u policie elitní střelec. Ale dříve než se k němu dostanou, Eriksson vyleze na střechu činžovního domu v centru Stockholmu, kde bydlí, zabarikáduje se tam a má s sebou celý arzenál zbraní. Začne střílet na všechny policisty a policejní vozidla v okolí, která zahlédne. Z dvojice policistů běžného hlídkového auta jednoho zabije zabije a druhého vážně zraní. Uprostřed Erikssonova řádění se ocitnou také dva členové Beckova kriminalistického týmu: Lennart Kollberg (nejbližší přítel a spolupracovník Becka) a Gunwald Larsson (který nemá Kollberga moc rád, o nejvyšším vedení stockholmské policie si oprávněně myslí svoje, ale je to tvrdý a chytrý kriminalista). Larsson utrpí lehčí zranění od střepin, které způsobila jedna střela, ale oba se z oblasti dostanou tak, že se přestrojí za lékaře.
Nejvyšší vedení stockholmské policie se rozhodne proti Erikssonovi nasadit dva vrtulníky, ale ten jeden vrtulník střelami tak poškodí, že spadne na blízké náměstí Odenplan (skutečné náměstí v centru Stockholmu). Martin Beck se pokusí střelce přemluvit, aby se v zájmu své dcery vzdal. Neozbrojen vyleze na střechu po chatrném vnějším žebříku, ale je přesto střelen do hrudníku, zůstane zde ležet těžce zraněn a málem vykrvácí. Lennart Kollberg ho statečně zachrání. Skupina, v níž jsou mimo jiné Larsson a Harald Hult (jeden z mála policistů, který byl blízkým přítelem Nymana) se dostane na střechu tak, že skupina specialistů odpálí zátaras, který Erikssonon v domě vytvořil. Eriksson i tak Larssona málem zastřelí, ale v poslední chvíli ho jiná osoba střelí do ramene ruky, ve které drží zbraň. Harald Hult se k němu rozběhne, ale stihne mu dát jen jednu ránu pěstí do obličeje, než ho odtáhnou ostatní policisté, kteří snipera zatknou.

## Natáčení filmu
Natáčení probíhalo mezi 11. prosincem 1975 a 22. srpnem 1976 takřka výlučně ve Stockholmu. Rozpočet filmu činil 3,9 miliónu tehdejších švédských korun. Bo Widerberg byl ovlivněný drsným vérité stylem filmu Francouzská spojka z roku 1971. Vytvořil tak dodnes oceňovaný film, který patří k základním dílům skandinávského noiru (viz též sekce Recenze, návštěvnost a ocenění níže).
Bo Widerberg ale nechtěl natočit a nenatočil jen detektivku a krimi thriller. Autorská dvojice Maj Sjöwallová a Per Wahlöö jsou popisováni jako „pár, který vynalezl severskou krimi“ (v angličtině se používá pojem „nordic noir“, který ale vznikl až později). Autoři v v Roseanně, prvním románu z pozdější desetidílné série, použili podtitul roman om ett brott, tedy román o zločinu, který se později začal používat jako souhrnná charakteristika jejich díla, které jim přineslo celosvětovou proslulost.
Lze namítnout, že jejich kritika nedostatků švédského sociálního států je v některých dílech deseti románů o zločinu až přehnaná a někdy tím narušuje plynulost příběhu, ale jak uvádí nejen Kerstin Bergman v knize věnované vzniku žánru nordic noir: „to, co způsobilo, že romány autorská dvojice Sjöwallová, Wahlöö – tak vyčnívají nad předchozími krimi romány, a co je učinilo tak vlivnými v následujících desetiletích – bylo především vědomé zahrnutí kritického pohledu na švédskou společnost.“
V souladu s knižní předlohou (česky Säffleská bestie – takovou přezdívku ale měl zavražděný Stig Nyman) tak Bo Widerberg natočil film, který sice končí dopadením vraha („muže na střeše“), ale jeho zoufalství a jasná motivace k tragickému činu (kvůli policejní zvůli nejprve zbytečně zemřela jeho žena, později přišel o zaměstnání a nakonec ještě o dceru) ovšem znemožňují chápat závěr filmu jako šťastný či jako triumf dobra nad zlem.

## Výběr herců
Do role šéfa stockholmské kriminálky Martina Becka režisér Bo Widerberg vybral Carl-Gustafa Lindstedta, který do té doby hrál téměř výhradně komické role. Údajně poté, co ho Wideberg viděl s vážnou tváří v jedné talk show, když nevěděl, že se již vysílá. Oblibu snímku u diváků prý zajistilo i toto překvapivé obsazení populárního komika a jeho herecký výkon v této odlišné roli byl oceněn také kritikou.
Do titulní role Åke Erikssona („muže na střeše“) Widerberg obsadil Ingvara Hirdwalla. Jako zajímavost lze uvést, že tento často obsazovaný herec je ve Švédsku pravděpodobně nejznámější právě díky svým dvěma různorodým rolím „ve světě Martina Becka“. Nejprve v tomto filmu Martina Becka vážně postřelil. Mnohem později hrál postavu „souseda“ Martina Becka v seriálu „Beck“. Tento seriál, úspěšný také v Německu a dalších zemích (v České republice se vysílala jen část seriálu pod názvem Stíny nad Stockholmem, poprvé v roce 2018) se natáčí od roku 1997 s nepravidelnými přestávkami mezi sériemi.
V seriálu vystupuje hned několik postav z knih dvojice Sjöwallová, Wahlöö, i když příběhy již píší jiní autoři. Vedle Martina Becka (hraje ho Peter Haber) především jeho kriminalistický kolega Gunvald Larsson (hraje Mikael Persbrandt). Celkem bylo do roku 2023 natočeno 50 dílů a Ingvar Hirdwall hrál roli souseda, který pro odlehčení děje s kriminalistou Martinem Beckem často svérázně komunikuje, ve všech těchto dílech, přičemž poslední dotočil nedlouho předtím než v dubnu 2023 ve věku 88 let zemřel.

## Recenze, návštěvnost, ocenění

### Recenze a ohlasy
Film byl přijat kritiky neobvykle jednoznačně pozitivně (zvláště byly oceňovány dialogy). Mezinárodní kritika pak film označila za první švédský thriller světové úrovně. Slova Jurgena Schildta to shrnula takto: Myslím, že 1. říjen 1976 byl významným mezníkem v dějinách švédského filmu. Byl to den, kdy Bo Widerberg změnil terén, a den, kdy švédský kriminální film zaskočil pochybovače. ... Dokonalost Widerbergovy filmové adaptace má dvě poloviny. Jedna se týká pozadí a lidské stránky příběhu. Druhá se týká samotného thrilleru s jeho výbuchy a zlou předčasnou smrtí. ... Kdy jsme viděli švédskou detektivku s takovým tempem, rytmem, hutností až do vedlejších rolí? A nutno dodat, tak příkladné zvládnutí masových scén? Odpověď zní: nikdy.

### Návštěvnost
Film si získal také diváky a současně byl i komerčně velmi úspěšný. Stal se nejnavštěvovanějším filmem domácí švédské produkce bez ohledu na žánr nejen v roce 1976, ale za celou dobu, kdy jsou tyto statistiky podrobně sledovány. Tento rekord si udržel až do roku 1982, kdy ho o pouhých pár tisíc diváků překonal film Fanny a Alexandr režiséra Ingmara Bergmana).

### Ocenění a nominace
Film získal dvakrát nejvyšší švédské filmové ocenění Zlatohlávek, a to v kategorii nejlepší film a v kategorii nejlepší herec, kde toto ocenění získal Håkan Serner za roli kriminalisty Einara Rönna. Film byl také vybrán jako švédský kandidát na nejlepší cizojazyčný film v jubilejním 50. ročníku udílení Oscarů (Academy Awards), ale nebyl nominován.

## Film Muž zMallorky
Poté co v 60. letech a začátkem 70. let Widerberger točil především sociálně-kritické filmy (nutno dodat, že rovněž velmi úspěšné u kritiků a diváků) jako jsou Havraní čtvrť, Elvíra Madiganová nebo Ådalen 31, byl film Muž na střeše jeho vůbec prvním pokusem o krimi žánr. Po osmi letech (v roce 1984) se k tomuto žánru ještě jednou vrátil – a neméně úspěšně. Film Muž z Mallorky byl podobný nejen svým názvem. Bo Widerberg ho natáčel prakticky se stejným filmovým štábem a obsadil ho také stejnými herci. Jedinou výjimkou byl právě Carl-Gustaf Lindstedt. Také s ním Widerberg původně počítal, ale po třech dnech musel pro vážnější zdravotní potíže natáčení přerušit, postava Dahlgrena byla přeobsazena a hraje ji Ernst Günther. Vzhledem k těmto paralelám mnozí považují film Muž z Mallorky za volné pokračování filmu Muž na střeše, i když dějově na sebe nijak nenavazují.
Literární předlohu pro film Muž z Mallorky napsal Leif G. W. Persson, byl to jeho první a hned stěžejní kriminální román Grisfesten z roku 1978, který zatím nebyl do češtiny přeložen (na rozdíl od řady dalších knih autora). Kniha i film vychází ze skutečných událostí „skandálu Geijer“, přestože to Persson v úvodu románu z pochopitelných důvodů popírá, protože kvůli tomu přišel o místo kriminalistického specialisty v ústředí policie a málem také o život. Film Muž z Mallorky rovněž získal nejvyšší švédské filmové ocenění Zlatohlávek a to v kategorii nejlepší herec (Sven Wollter jako kriminalista Bo Jarnebring).